# Liolaemus quinterosi
Liolaemus quinterosi — вид ігуаноподібних ящірок родини Liolaemidae. Ендемік Аргентини. Описаний у 2019 році. Вид названий на честь аргентинського герпетолога Андреса Себастьяна Кінтероса.

## Поширення і екологія
Liolaemus quinterosi відомі з типової місцевості, розташованої в департаменті Аньєло в провінції Неукен, на висоті 265 м над рівнем моря.